# Думиничская волость
Думи́ничская волость — административно-территориальная единица РСФСР в составе Жиздринского уезда Брянской губернии, существовавшая в 1925—1929 годах.
Центр — посёлок Думиничский Завод (ныне пгт Думиничи).

## История
Волость образована в 1925 году путём слияния Брынской и Будской волостей, каждая из которых была предварительно укрупнена. Объединяла исторические Будскую, Брынскую, Вёртенскую и Чернышенскую волости Жиздринского уезда.
На 1.01.1926 Думиничская волость включала 17 сельсоветов, в которые входили 79 селений с 5236 дворами. Площадь волости составляла 586 км², население — 28 155 человек.
По состоянию на 1 января 1928 года, Думиничская волость включала в себя следующие сельсоветы: Андреевско-Паликский, Бобровский, Брынский, Будский, Вертенский, Высокский, Гульцевский, Дубровский, Думиничский, Думиничскозаводской, Климовский, Клинцовский, Масловский, Октябрьский, Паликский, Полякский, Пыренский, Речицкий, Семичастненский, Усадебский, Устовский, Хотьковский, Чернышинский, Шахтенский, Ясенокский.
В 1929 году, с введением районного деления, волость была упразднена, а на её территориальной основе (без Ясенокского сельсовета, но с добавлением восточной части Маклаковской волости) был сформирован Думиничский район Сухиничского округа Западной области (ныне входит в состав Калужской области).